# Žabnik (Trnovec Bartolovečki)
Žabnik falu Horvátországban, Varasd megyében. Közigazgatásilag Trnovec Bartolovečki község része.

## Fekvése
Varasdtól 8 km-re, a községközponttól 3 km-re keletre a Dráva jobb partján, a 2-es számú főút mellett fekszik.

## Története
1857-ben 210, 1910-ben 245 lakosa volt. A falu 1920-ig Varasd vármegye Varasdi járásához tartozott, majd a Szerb-Horvát Királyság része lett. 2001-ben a falunak 49 háza és 178 lakosa volt.

## Külső hivatkozások
- A község hivatalos oldala